# Orchis scopulorum
Orchis scopulorum is een orchidee. De soort is endemisch op Madeira.
De plant groeit vooral op de voor het eiland typische verweerde lavarotsen.

## Naamgeving enetymologie
- Synoniemen: Orchis mascula subsp. scopulorum (Summerh.) H.Sund. ex H.Kretzschmar, Eccarius & H.Dietr. (1980), Androrchis scopulorum (Summerh.) D.Tyteca & E.Klein (2008)
- Engels: The Rock Growing Orchis

De botanische naam Orchis is Oudgrieks, afkomstig van Theophrastus, en betekent teelbal, naar de dubbele wortelknol. De soortaanduiding scopulorum betekent 'van de rotsen' en verwijst naar zijn habitat.

## Kenmerken
Orchis scopulorum is een slanke, tot 70 cm hoge overblijvende geofyt met een wortelrozet met drie tot vijf liggende tot schuin opgaande bladeren, een buigzame, bovenaan roodbruin aangelopen bloemstengel met een of twee stengelbladeren en een tot 10 cm hoge, ijle, kegelvormige tot afgerond cilindrische aar met tot 25 bloemen.
De rozetbladeren zijn tot 16 cm lang, small ovaal tot lancetvormig, ongevlekt en glanzend lichtgroen. De stengelbladeren zijn veel kleiner en stengelomvattend. De schutbladeren zijn ongeveer even lang als vruchtbeginsel en violet aangelopen.
De bloemen zijn roze tot lila gekleurd. De laterale kelkbladen zijn ovaal, horizontaal en schuin naar voor gebogen. Het bovenste kelkblad vormt samen met de smalle bovenste kroonbladen een helmpje.
De lip is tot 33 mm lang, uitgespreid, breed ovaal en duidelijk drielobbig, met een bleekroze centrale zone met papilaire purperen stippen en strepen bedekt. De middenlob is spatelvormig en onderaan in twee gedeeld, dikwijls met een centrale tand. De zijlobben zijn afgerond, met gegolfde en gerafelde randen. Het spoor is tot 8 mm lang, min of meer cilindrisch, horizontaal, recht of iets naar beneden gebogen.
De bloeitijd is van mei tot juli.

## Habitat, verspreiding en voorkomen
Orchis scopulorum heeft een voorkeur voor vochtige, zure, verweerde lava- en bazaltbodems, op zonnige tot licht beschaduwde plaatsen, zoals rotsige hellingen, puinhellingen en kliffen, vooral plaatsen onder invloed van passaatwinden, op hoogtes van 1.000 tot 1.800 m.
Orchis scopulorum is endemisch op het Portugese eiland Madeira, waar de plant plaatselijk abundant voorkomt.
Sectie: Masculae

O. anatolica · 
O. brancifortii · 
O. canariensis · 
O. cazorlensis · 
O. ichnusae · 
O. laeta · 
O. langei · 
O. ligustica · 
O. mascula (Mannetjesorchis) · 
O. olbiensis (Kleine mannetjesorchis) · 
O. ovalis · 
O. pallens (Bleke orchis) · 
O. patens · 
O. pauciflora · 
O. pinetorum · 
O. prisca · 
O. provincialis (Stippelorchis) · 
O. quadripunctata · 
O. scopulorum · 
O. sitiaca · 
O. spitzelii · 
O. tenera · 
O. troodi

Sectie: Orchis

O. adenocheilae · 
O. anthropophora (Poppenorchis) · 
O. caucasica · 
O. galilaea · 
O. italica · 
O. militaris (Soldaatje) · 
O. punctulata · 
O. purpurea (Purperorchis) · 
O. simia (Aapjesorchis) · 
O. stevenii · 
O. taubertiana

Hybrides

O. ×angusticruris · 
O. ×hybrida · 
O. ×sezikiana · 
×Orchiaceris melsheimeri 